# Brincar de Deus
Brincar de Deus é um termo que se refere à assunção de poderes de decisão, intervenção ou controle metaforicamente reservados a Deus. Atos que categorizam tal termo podem incluir, por exemplo, a decisão de quem deve viver ou morrer em uma situação onde nem todos podem ser salvos ou o uso e desenvolvimento de biotecnologias tais como biologia sintética e fertilização in vitro. Normalmente, a expressão é usada de forma pejorativa, para criticar ou argumentar contra ações supostamente divinas.

## Descrição

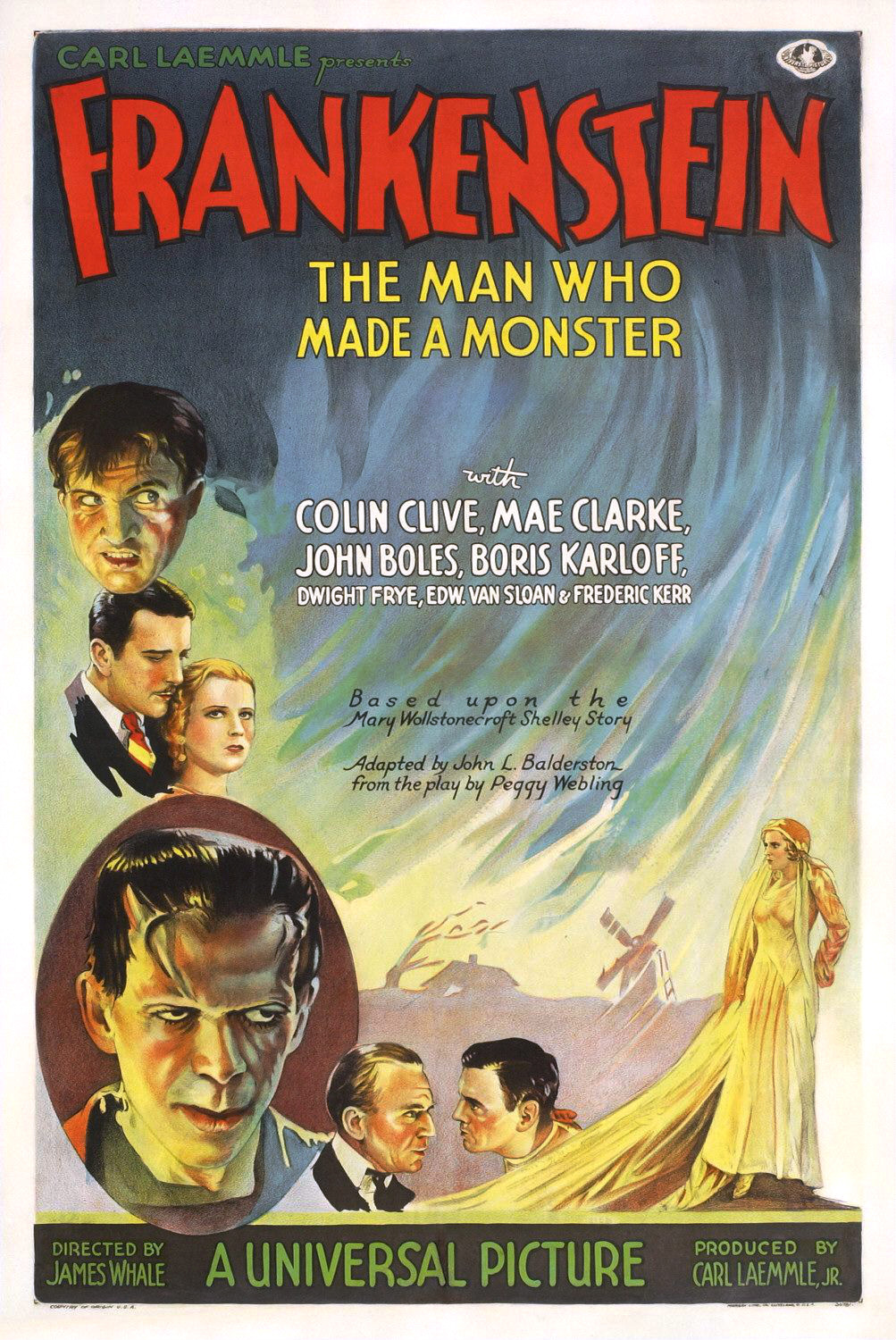
Pôster oficial do filme Frankenstein (1931). Em uma cena (censurada na versão final), o Dr. Frankenstein proclama: "Agora eu sei o que é ser Deus!"

Brincar de Deus é um conceito amplo, que abrange tópicos teológicos e científicos. Quando esse termo é usado, ele pode ser usado para se referir a pessoas que tentam exercer grande autoridade e poder. Geralmente é pejorativo e sugere arrogância, apropriação indébita de poder ou manipulação de assuntos nos quais os humanos não deveriam se intrometer.

## Etimologia
"Brincar de Deus" geralmente se refere a alguém usando seu poder para tomar decisões relacionadas ao destino da vida de outros seres. O teólogo Paul Ramsey é conhecido por dizer: "Os homens não devem brincar de Deus antes de aprenderem a ser homens, pois só depois que aprenderem a ser homens, não brincarão de Deus". O quadro religioso da abordagem desta frase refere-se à divindade da referida religião ter um plano definido para a humanidade e, portanto, a arrogância do homem pode levar ao uso indevido de tecnologia relacionada à vida sagrada e à natureza. Outros textos literários famosos que aludem a um complexo de homem e Deus incluem Men Like Gods de H.G. Wells e You Shall Be Gods de Erich Fromm. A noção de conhecimento ou poder divino nos humanos remonta pelo menos à história do fruto proibido em Gênesis 3: 4-5, cuja tradução tradicional em português inclui as palavras "vós sereis como deuses".

## História

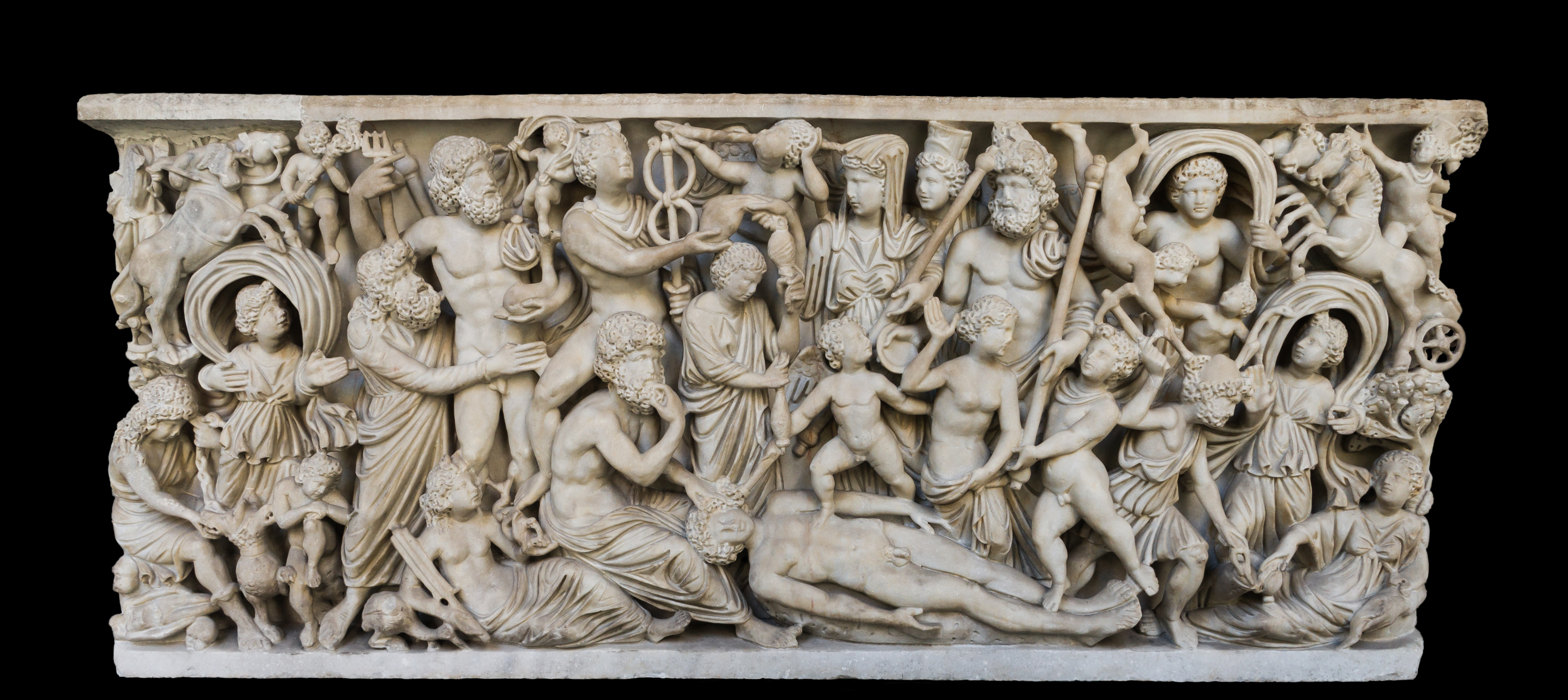
"A Criação do Homem" de Prometeu, sarcófago romano do 4° século DC.

Ao longo da história, muitas culturas tiveram histórias e mitologias que retratam figuras que tentaram se divinizar, intencionalmente ou não. O famoso mito de Prometeu na Grécia antiga conta a história de alguém que roubou dos deuses e deu ao povo e, embora tenha sido punido pela eternidade, também foi aclamado como um campeão do povo. Além da mitologia, muitos pensadores, cientistas e livros contemporâneos têm argumentado a favor e contra o caso de brincar de Deus e porque é necessário ou desnecessário que a raça humana assuma essa responsabilidade.
Na história contemporânea, houve muitos projetos científicos que foram considerados tentativas de brincar de Deus. Projetos biomédicos, como a tentativa de criar espermatozoides artificiais e a própria vida artificial aproximaram as histórias de ficção científica do século XX da realidade. Outros projetos tentados incluem a clonagem (Ovelha Dolly) e até mesmo a ressureição de espécies extintas. A descoberta relativamente recente do DNA levou os cientistas a brincar com a ideia de que talvez a genética humana pudesse ser editada e possivelmente aprimorada, apesar de haver oposição a respeito de consequências desconhecidas.
Philip Ball argumentou que "brincar de Deus" é um clichê perigoso e sem sentido que não tem base na teologia. Ele afirma que foi adotado como arma retórica pelos "teocons" bioéticos, deve sua origem como meme à versão cinematográfica de 1931 de Frankenstein e que é usado por jornalistas para se referir a coisas das quais eles discordam. Alexandre Erler, em resposta a Ball, argumentou que, embora a frase não seja sem sentido, é extremamente vaga e requer mais esclarecimentos para ser útil no contexto de um argumento.

## Práticas

### Bioética
O uso mais comum desse termo na era moderna é atribuído à bioética. Referindo-se a questões éticas relacionadas à ciência biológica, medicina etc. Fertilização in vitro, aborto, edição de genoma e inseminação artificial são alguns dos principais tópicos relacionados à reprodução sintética. A clonagem foi o centro da discussão por décadas e ainda é considerada um tabu devido a isso. Nicholas Hartsoeker em 1694 estudou o esperma sob um microscópio e o diagrama que ele propôs para o que era o esperma, um homúnculo na cabeça do espermatozoide humano. Dizia-se que um homúnculo havia sido observado, e isso continuou um pensamento aristotélico de que o esperma era, de fato, uma pessoa minúscula. Os rabinos continuaram a usar a imagem de Hartsoeker séculos depois, tentando provar que a interferência artificial em um embrião ou nascimento era assassinato, destruição de vida. Nações ocidentais como os Estados Unidos, o Reino Unido e a Austrália realizaram muitos avanços em áreas como a fertilização in vitro, no entanto, lugares como o Extremo Oriente não mostram tanto interesse no assunto. A filosofia oriental tem suas próprias visões sobre questões relacionadas a "brincar de Deus", como o confucionismo. Isso fornece outro ângulo de análise que pode ser oferecido para esse assunto complicado.

### Natureza
O clima e a meteorologia também são fatores que os cientistas estão investigando e que os humanos podem controlar, com terraformação e cidades planejadas, incluindo sua geografia. A geoengenharia é um exemplo de alteração planetária que muitos consideram antinatural e contra Deus. Envolve uma manipulação em larga escala dos elementos naturais da Terra, como os mares, os céus ou mesmo a atmosfera, para combater certos problemas ambientais, como as mudanças climáticas. A engenharia climática, uma vez fruto da ficção científica, hoje é real e parte de uma conversa política internacional. Práticas mais extremas de engenharia climática incluem estimular o crescimento de fitoplâncton nos oceanos, semeando ferro para absorver o excesso de dióxido de carbono na atmosfera, ou pulverizar aerossóis na atmosfera para dar às nuvens uma maior refletividade.

### Inteligência Artificial

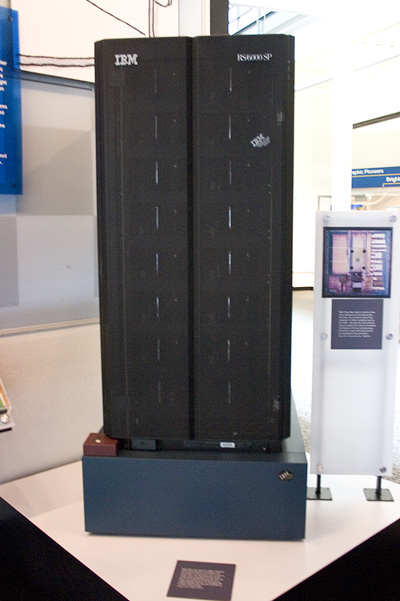
Deep Blue, um computador semelhante a este derrotou o campeão mundial de xadrez Garry Kasparov em maio de 1997. Foi o primeiro computador a vencer uma partida contra um campeão mundial. Foto tirada no Museu da História do Computador.

A inteligência artificial tem sido um grande tópico de questionamento moral no século 21. Muitos consideram a criação artificial de um ser senciente e com inteligência quase idêntica à humana como um ato de brincar de Deus. Ao contrário da bioética e da geoengenharia, a inteligência artificial não intervém fisicamente na natureza e em seus processos. Desde a invenção da Internet e dos complexos sistemas e algoritmos de computação, a inteligência artificial melhorou exponencialmente e agora é usada na tecnologia cotidiana. O termo "inteligência artificial" contrasta com a inteligência natural, apresentada por organismos biológicos. Grandes organizações em todo o mundo, incluindo as Nações Unidas, comentaram sobre a relação entre a inteligência artificial e os impactos negativos que ela pode ter na vida humana. O secretário-geral da ONU, António Guterres, exemplificou que drones autônomos podem se rebelar e tirar vidas sem envolvimento humano. Outras práticas de IA podem incluir muitos outros tópicos, como o Deep Blue, o supercomputador da IBM que foi capaz de vencer grandes mestres no xadrez.

## Debate
Há um forte debate sobre moralidade e consequências em torno da ciência e brincar de Deus. A edição genética é um grande tópico que tem sido o centro da discussão há décadas. Muitas figuras religiosas acreditam na noção de que a vida é o plano de Deus e não deve ser tirada ou dada sinteticamente pelo homem, enquanto alguns cientistas argumentam que se os humanos são capazes de fazê-lo, então Deus deve ter pretendido que assim fosse.

### Modificação genética
O debate bioético sobre modificação genética em alimentos e humanos tem muitos argumentos a favor e contra. No Reino Unido, 4% do meio milhão de crianças nascidas têm defeitos genéticos que afetam suas vidas. Isso inclui doenças que podem levar à morte precoce, problemas mentais de longo prazo ou uma vida inteira de problemas de saúde física debilitantes. Muitos cientistas e defensores da modificação genética argumentam que o DNA não é sagrado e, na verdade, são apenas sequências químicas em um organismo. O DNA ao microscópio são apenas átomos feitos de elementos como qualquer outra matéria viva ou não viva. A Universidade da Pensilvânia, em 2016, usou camundongos com uma doença genética no fígado e conseguiu editar geneticamente os camundongos no nascimento para que não tivessem essa doença mortal. Também se argumenta que, como os humanos são parte da natureza, todas as ações da humanidade são tecnicamente naturais. Um castor construindo uma barragem é considerado natural, um pássaro construindo um ninho também é considerado natural, portanto, as atividades do homem também são naturais e resultado da autonomia e do livre arbítrio. Este argumento deduz que certos animais evoluíram com características especiais para ajudar na sua sobrevivência e, como tais, os humanos desenvolveram a característica da tecnologia.
Um argumento comum contra a edição genética, especialmente a infantil, é o argumento dos bebês projetados. Os bebês projetados seriam crianças que foram criadas para serem mais fortes, mais inteligentes, possivelmente mais atraentes e com muitas outras características mais desejáveis. Esta seria uma tecnologia que só seria acessível aos ricos de acordo com os opositores da edição genética e que acentuaria a divisão entre ricos e pobres não apenas em status econômico, mas também em aparência e capacidade física. O aspecto não secular da oposição à modificação genética é a ideia de que a modificação e edição genética é um passo além da reprodução seletiva e uma área que a humanidade não deveria adentrar. O Príncipe Charles, Príncipe de Gales, opõe-se fortemente às culturas geneticamente modificadas e afirma que misturar materiais genéticos de diferentes espécies é perigoso e um assunto que não devemos nos aprofundar. Argumenta-se que o limite crucial entre a escolha da humanidade e o acaso depende da espinha dorsal da ética e da moralidade; uma pequena mudança nesse limite pode causar sérios danos às futuras gerações.

### Geoengenharia
Com as mudanças climáticas, e o que alguns percebem como uma dificuldade na cooperação internacional sobre o assunto, cientistas de alguns países discutem as possibilidades da geoengenharia e como ela ajudaria o meio ambiente. Muitos indivíduos seculares e até não seculares criticam a geoengenharia e a alteração climática simplesmente porque os riscos percebidos são muito grandes. Devido à falta de entendimento dos humanos sobre as consequências de colocar diferentes produtos químicos na atmosfera ou nos oceanos, os críticos da geoengenharia sugerem que ela seja abandonada (Hartman, 2017). No entanto, meteorologistas que apoiam a ideia da geoengenharia, como Ken Caldeira, da Universidade Stanford, sugerem que, em vez de abandonar a ideia por risco, devem-se continuar as pesquisas sobre a geoengenharia para que as probabilidades exatas e as possíveis consequências sejam compreendidas. Os cientistas também argumentam que a geoengenharia em alguns casos pode ser mais barata e financeiramente viável, mas a oposição a isso é que é uma solução imediatista que pode ter efeitos desastrosos a longo prazo.

### Inteligência Artificial
Os cientistas nos últimos anos têm tentado criar inteligência artificial avançada procurando rivalizar com nossos comportamentos e capacidades de aprendizado. O experimento do gato da Google envolveu uma rede de computadores, que aprendeu o conceito de um gato sem nunca ter sido informada sobre a semântica do que era um gato, nem mesmo a sintaxe. Semântica e sintaxe são fatores importante em relação à inteligência artificial, pois há um debate sobre se as máquinas são puramente sintaxe, algoritmos e códigos que exigem atividade humana para que funcionem. Alguns temem que a sintaxe evolua para a semântica ao longo do tempo e que as máquinas aprendam a ter sentimentos e comportamentos semelhantes aos de um humano. Existe uma teoria de que a matéria evolutiva de algo considerado morto ou sem emoções é capaz de ganhar vida. Esta teoria levanta a hipótese de que a vida não baseada em carbono poderia seguir as mesmas regras da evolução como seres humanos ou qualquer outro organismo, no entanto, isso não foi testado e é apenas uma hipótese por agora. Há também muitos que temem que a inteligência artificial permita a modificação do corpo humano, onde partes estarão acessíveis, como um novo braço ou perna para determinados fins. No entanto, aqueles que apoiam a inteligência artificial argumentam que isso será um benefício para a sociedade porque pessoas com doenças nos órgãos, por exemplo, poderão ter um novo rim ou fígado. Da mesma forma, membros protéticos já existem e são amplamente utilizados por amputados ou pessoas nascidas sem um membro. O principal consenso no tópico da inteligência artificial é que quanto mais poderosa ela se torna, menos controle possuímos sobre ela. Aqueles a favor argumentam que ela existe para nos ajudar e não é necessário que ela eclipse a inteligência e as habilidades humanas.